# USS Eolus (1864)
El USS Eolus era un barco de vapor de ruedas laterales de 368 toneladas que sirvió en la armada de la Unión desde 1864 hasta 1865 antes de convertirse en un barco de vapor comercial.

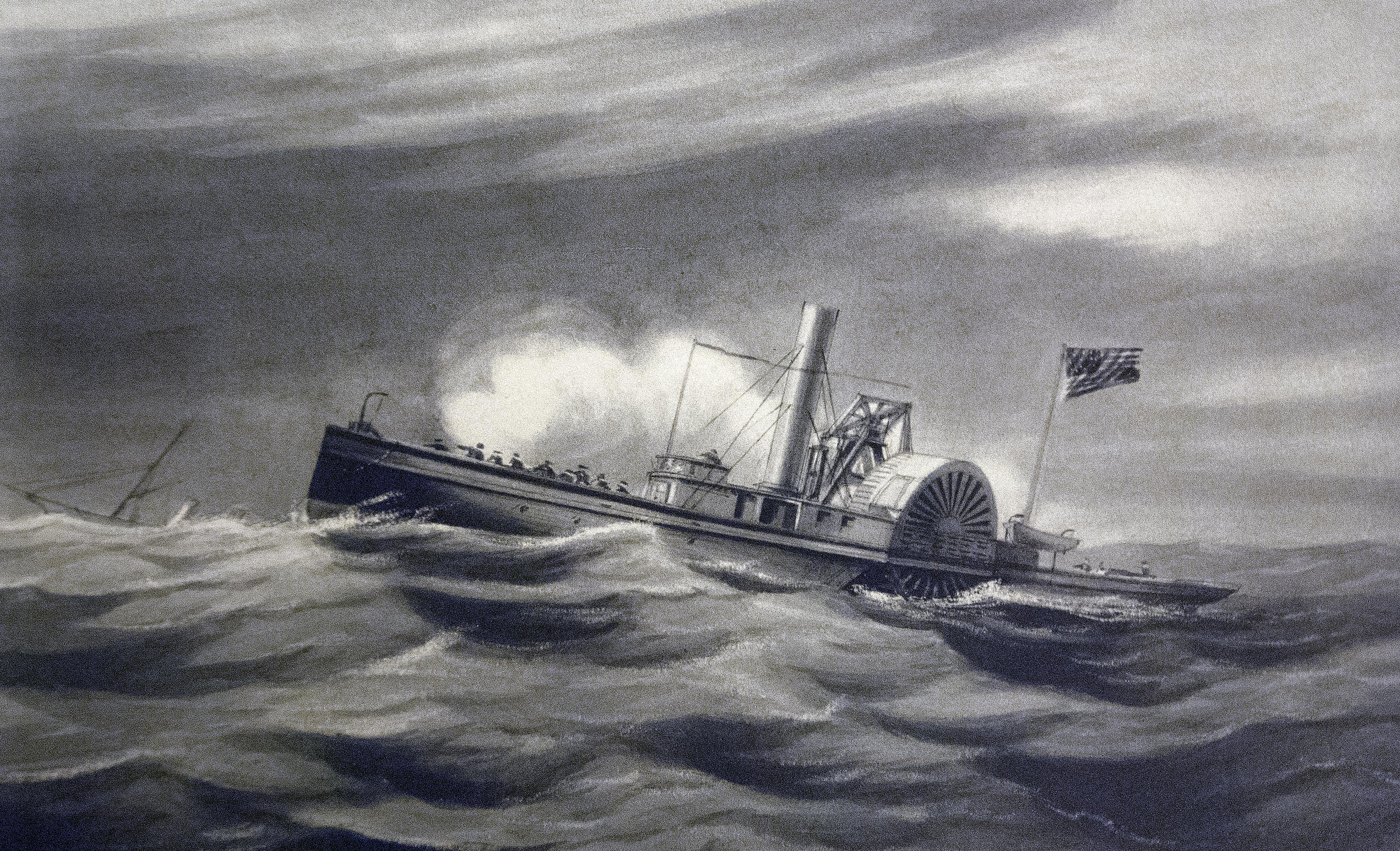
El USS Eolus captura el CSS Lady Sterling.

## En la Unión
El USS Eolus fue construido en Newburgh, Nueva York, para empleo civil, pero fue comprado por Union Navy una vez terminado. Equipada como cañonera, fue puesta en servicio en agosto de 1864 y, tras una breve búsqueda en la costa atlántica del asaltante confederado CSS Tallahassee, se unió a las fuerzas de bloqueo frente a Carolina del Norte.
El Eolus patrullaba la costa, los ríos y los estrechos de Carolina del Norte, haciendo cumplir el bloqueo y actuando como piquete. Llevaba hombres, mensajes, correo, suministros, pedidos y municiones a los grandes barcos del escuadrón y trasladaba a sus heridos a barcos hospital. Durante octubre de 1864 capturó al corredor del bloqueo CSS Hope y ayudó en la captura de CSS Lady Sterling. A finales de año y a mediados de enero de 1865, el Eolus participó en los ataques que capturaron Fort Fisher, cerrando así el puerto de Wilmington a los corredores del bloqueo. Continuó sus operaciones en aguas de Carolina del Norte desde entonces hasta después del final de la Guerra Civil.

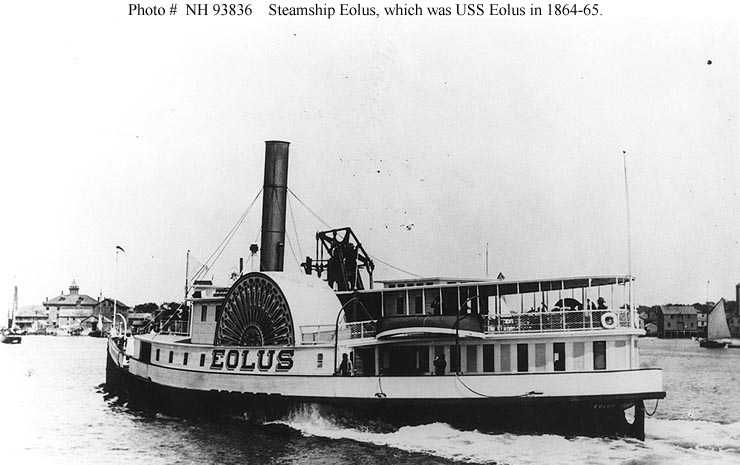
El barco mercante Eolus.

## Servicio civil
En junio de 1865, el Eolus fue al norte a Boston, Massachusetts, para su desmantelamiento. El USS Eolus se vendió a principios de agosto de 1865 y pronto comenzó una larga carrera como vapor comercial. Se separó en 1894.